# Лисиците
Лисиците е село в Южна България. То се намира в община Кърджали, област Кърджали.

## География
Село Лисиците се намира в планински район, на брега на река Арда. В близост се намира Моста на лисиците

## Население
Численост и дял на етническите групи според преброяването на населението през 2011 г.:
|                     | Численост | Дял (в %) |
| Общо                | 33        | 100,00    |
| Българи             | 0         | 0,00      |
| Турци               | 33        | 100,00    |
| Цигани              | 0         | 0,00      |
| Други               | 0         | 0,00      |
| Не се самоопределят | 0         | 0,00      |
| Неотговорили        | 0         | 0,00      |

## Забележителности
Тракийската крепост се намира на 100 метра южно от село Лисиците, на около 15 км югоизточно от Кърджали. В близост се намира и митичната местност Дамбалъ.
Правени са малко археологически проучвания през 70-те години, на повърхността са били намерени много фрагменти от различни по големина и дебелина глинени съдове. Крепостта датира от IV – I век пр.н.е. Тя заема билото на продълговатия връх, наречен „Чит кая“ (Зит камък). По отвесните скали от южната страна на крепостта, се забелязват издълбани от човешка ръка скални елипсовидни и трапецовидни ниши. Те са разположени в три реда, на различни интервали една от друга има приблизително 50 ниши. Източната, северната и западната част на крепостта са полегати. Най-проходимата е северната каменна стена. От нея са останали само камъни, натрупани на отделни купчини в дъга. Вероятно е била строена, като са били натрупани камъни един върху друг, без да има спойващ разтвор между тях.
В подножието на скалата, където се събират реките Върбица и Арда има еднокамерна, полусферична гробница, която е издълбана в масивна скала. Погледната отвътре тя има форма на неправилна полусфера, с почти равно елипсовидно дъно. Под скалистия връх между реките и селото има следи от тракийско селище, където са намерени две надгробни могили и няколко разрушени гроба от същия период.